# 탁구공 (드라마)
《탁구공》은 2018년 9월 17일부터 2018년 9월 18일까지 방송된 2부작 단막 드라마이다. 2018년 JTBC 드라마 페스타 작품이다.

## 줄거리
대학생 청년이 의문의 노숙자를 만나 이루지 못한 지난 사랑에 대한 동질감과 감정의 전이를 경험하는 과정에서 겪는 혼란과 진실에 대한 이야기를 그린 독특한 형식의 버디 드라마이다.

## 등장 인물
- 유재명 : 김득환 역 - 아파트 단지 인근 개천 의문의 노숙자
- 지수 : 김영준 - 남자 대학생
- 최광일 : 펍 주인 역
- 이현균 : 안경 쓴 회사원 역
- 서동갑 : 사업가 역
- 정영기 : 최 모 씨 - 스트릿 매거진 에디터
- 해령 : 인하 역
- 이중옥 : 형사 1 역
- 송철호 : 형사 2 역
- 이재은 : 아줌마 역
- 조수혁 : 취조형사 역
- 유병훈 : 배씨 역
- 이윤재 : 투자자 역
- 손용환 : 득환동료 역
- 배성일 : 형사과장 역
- 조수민 : 편의점알바생 역
- 최교식 : 홈리스판매원 역
- 김민채 : 득환 처 역

## 시청률
| 방송 일자       | AGB 시청률     |
| 방송 일자       | 대한민국(전국) |
| --------------- | -------------- |
| 2018년 9월 17일 | 1.542%         |
| 2018년 9월 18일 | 1.042%         |

## 참고 사항
- 이 화면은 레터박스로 구성되었다.

## 같이 보기
- 웹툰을 원작으로 삼은 드라마 목록